# Microrégion d'Angicos

Localisation de la microrégion d'Angicos

La microrégion d'Angicos est l'une des cinq microrégions qui subdivisent la mésorégion du centre de l'État du Rio Grande do Norte au Brésil.
Elle comporte 8 municipalités qui regroupaient 49 324 habitants en 2006 pour une superficie totale de 4 079 km².

## Municipalités[1]
- Afonso Bezerra
- Angicos
- Caiçara do Rio do Vento
- Fernando Pedroza
- Jardim de Angicos
- Lajes
- Pedra Preta
- Pedro Avelino